# 自己実験
自己実験（じこじっけん）とは意図的に自分を対象に含む実験。
自己実験の135以上の事例が文献で裏付けられている。その多くが、医学的な研究として行われたが、自然科学や社会科学の研究者も自己実験を行っている。

## 歴史
神話・伝説のレベルまでさかのぼると中国に伝わる三皇五帝時代の神農が薬草を自分で飲んで効能や危険性を確かめた逸話がある（最終的にこれが原因で神農は死んだともされる）。
近代の例では代表的な成功例にヴェルナー・フォルスマンの心臓カテーテル法やヴィクター・ハーバード (en) の葉酸欠乏と巨赤芽球性貧血に関する実験があげられる。また、失敗例としてはジョン・ハンターの梅毒と淋病に関する実験があげられる。

## 問題点

### 方法論的問題
方法論的問題には以下の点が指摘されている。
- 対象となる自分を冷静に観察することが困難ではないか（プラシーボ効果も大いにありうる）
- 睡眠などにより連続的な観察が困難ではないか
- たとえ自説を支持する結果であったとしても1例のみであり、無作為二重盲検を必要とする研究には向かない（→根拠に基づく医療）

### 倫理的問題
倫理的問題には以下の点が指摘されている。
- 重要ではない目的のために、危険を負うのではないか
- 他に適当な方法があるときも自己実験をしてしまう危険性はないか
- 好奇心や熱狂により、慎重さを失うのではないか
- 自分の安全に無関心な者は、研究の他の面でも配慮が行き届かないのではないか

## 自己実験を行ったとされる学者
- アルバート・ホフマン
- バリー・マーシャル
- マックス・フォン・ペッテンコーファー
- ジョン・スタップ
- 飯島魁
- 松浦有志太郎
- オットー・ウィフテルレ